# 郑伟 (北朝)
郑伟（515年—571年5月26日），字子直，小名阇提，荥阳郡开封县（今河南省开封市祥符区）人，出自荥阳郑氏北祖第五房，曹魏将作大匠郑浑十一世孙，北魏、西魏、北周官员。

## 生平
郑伟从小洒脱有大志向，常常以功名自许，擅长骑马射箭，胆量和力气都超过常人。尔朱氏被消灭后，郑伟从南梁返回北魏，以通直散骑侍郎为起家官。魏孝武帝元修西入关中时，裴侠的妻子儿女还在东郡，裴侠准备追随魏孝武帝，郑伟对裴侠说：“天下才开始大乱，飞鸟不知道投向何处，你不如回去和妻子儿女一起，慢慢再择良木而栖。”裴侠说：“忠义之道，岂能怠慢！既然吃人的俸禄，难道为了妻儿而改变意图。”裴侠于是跟随魏孝武帝入关。郑伟回到家乡，不追求仕途。大统三年（537年），西魏河内公独孤信收复洛阳，郑伟于是对家族亲属说：“如今即位的皇帝中兴朝廷大业，占据了崤山和函谷关。河内公亲自指挥各路军队，收复瀍河、洛河地区，天下之人，谁不是伸着脖子盼望他。何况我们家族世代受到朝廷恩典，有忠义传统，正应当效臣子之节，用以成就家族富贵的资本。怎么可以碌碌无为做懦夫呢！”于是郑伟与族人郑荣业召集家乡一带的人，在陈留起兵响应独孤信。短时间之内，军队就有一万多人。郑伟于是攻克了梁州，活捉东魏刺史鹿永吉及镇城令狐德，还捉拿了陈留郡太守赵季和。郑伟于是率领军队来归附西魏，因此梁州、陈州一带地区相继归附西魏。郑伟迅速进入西魏京城朝见，宇文泰与他谈话而深深的称赞他。郑伟被授任龙骧将军、北徐州刺史，封武阳县伯，食邑六百户。
郑伟后跟随参加河桥之战，解除玉壁的围困，常常率先冲锋陷阵。侯景来归附西魏时，宇文泰命令郑伟率领部下军队前往迎接。后来侯景反叛，郑伟率领全军退还。根据郑伟前后的军功，朝廷授任他中军将军、荥阳郡太守，加散骑常侍、大都督，爵位晋升为襄城郡公，食邑二千户，加使持节、车骑大将军、仪同三司，又升任骠骑大将军、开府仪同三司，加侍郎。
魏恭帝二年（555年），郑伟进位大将军，担任江陵防主、都督十五州诸军事。郑伟生性粗狂，不遵循法令制度，一点小小的怨怒就随便杀人。西魏朝廷因为郑伟有举义的功勋，常常加以宽容。当郑伟在江陵时，居然专权杀死副防主杞宾王，被定罪免官。北周保定元年（561年），诏令恢复郑伟官爵，任命为使持节、都督宜州诸军事、宜州刺史。天和六年（571年），郑伟转任华州刺史。郑伟前后担任官职，治理时都以威猛为政，官吏百姓不敢触犯禁令，盗贼也停止活动，虽然没有仁政，但也因此颇受称赞。天和六年四月十七日（571年5月26日），郑伟去世，虚岁五十七，皇帝诏令赠予原本的官职，加少傅、都督司豫洛相冀五州诸军事、司州刺史，谥号肃公，天和六年十一月六日（571年12月8日）与夫人合葬于咸阳石安县某原。
郑伟天性口吃，年轻时曾经在野外追猎鹿，鹿不见了，遇上放牧的儿童而询问。牧童回答时，说话也是结结巴巴。郑伟大怒，认为是牧童学自己口吃，竟将牧童射杀，他的残忍暴虐就是如此。

## 墓志铭
郑伟墓志全称为《周大将军襄城公郑伟墓志铭》，由庾信撰写，被收录于《庾子山集》和《文苑英华》之中。

## 家庭

### 祖父
- 郑思明，北魏抚军，赠济州刺史[9]

### 父亲
- 郑先护，北魏骠骑大将军、仪同三司、襄城郡公、青州刺史[9]

### 夫人
- 顿丘李氏[9]

### 子女
- 郑大仕，隋朝骠骑将军、使持节、渠州刺史、襄城郡开国公
- 郑大济，蒲阳郡太守
- 郑大志
- 郑湛，邢州刺史
- 郑氏，嫁隋朝通议大夫、安陆郡太守、晋熙县公杨矩[15]

## 延伸阅读
[在维基数据编辑]
 《周書·卷36》，出自令狐德棻《周書》